# 晋元纪念亭
晋元纪念亭，位于中国广东省梅州市蕉岭县城，为蕉岭县的一个县级文物保护单位，类型为近现代重要史迹及代表性建筑，公布时间为2001年。
晋元纪念亭的历史年代为1986年。谢晋元是抗日战争中牺牲的中国将领。